# Ambrosius Gellius van Hylckama
Ambrosius Gellius van Hylckama (Joure, 1583 - Heerenveen, 20 maart 1650), was net als zijn vader Jelle Broers Hylckama een Nederlands staatsman en jurist  uit de 17e eeuw. Hij was grietman van Haskerland en ook secretaris van de voormalige gemeente Aengwirden. Hij komt uit een geslacht dat heel veel grietmannen voortbracht.  

## Biografie
Ambrosius Gellius studeerde net als zijn vader rechten aan de Universiteit van Franeker. Hij studeerde in nog in 1602 en werd postulant in 1607. Hij werd vervolgens grietman van Haskerland (hij volgde zijn vader op) en op latere leeftijd werd hij secretaris van Aengwirden, Heerenveen. Hij verhuisde dan ook daarheen en trouwde met Tjaertke Tjaerts van Heloma, de weduwe van Matthys van Oenema. Haar broers waren beide Grietman van Aengwirden geweest. 
Ambrosius stierf op 67-jarige leeftijd en liet drie zoons en een dochter na.